# Тазобактам
Тазобактам — лекарственное средство, подавляющее действие β-лактамазы. Используется в комбинации с другими антибиотиками (пиперациллин, цефтолозан) для лечения инфекций, вызванных синегнойной палочкой. Тазобактам расширяет спектр действия пиперациллина, делая его эффективным против микроорганизмов, которые экспрессируют β-лактамазы и в норме расщепляют пиперациллин.

## Механизм действия
Ингибитор β-лактамазы.